# Thaya (folyó)
A Thaya (németül Thaya, csehül Dyje) 235 km hosszú folyó, ami nyugat-keleti irányban kanyarog az osztrák (Alsó-Ausztria) és cseh (Dél-Morvaország) határvidéken. A Thaya és a Morva Thaya az ausztriai Raabs an der Thayánál egyesül, majd a cseh Břeclavtól délre, az osztrák–cseh–szlovák hármashatáron ömlik a Morva folyóba.
A folyó legszebb szakaszánál hozták létre a közös osztrák–cseh Thayatal Nemzeti Parkot (Podyjí), de keresztülhalad a Pálava és a Lednice-Valtice bioszféra-rezervátumon is. Kanyargós és mély völgye fölött számtalan vár és kastély emelkedik.

## A folyó által érintett fontosabb települések

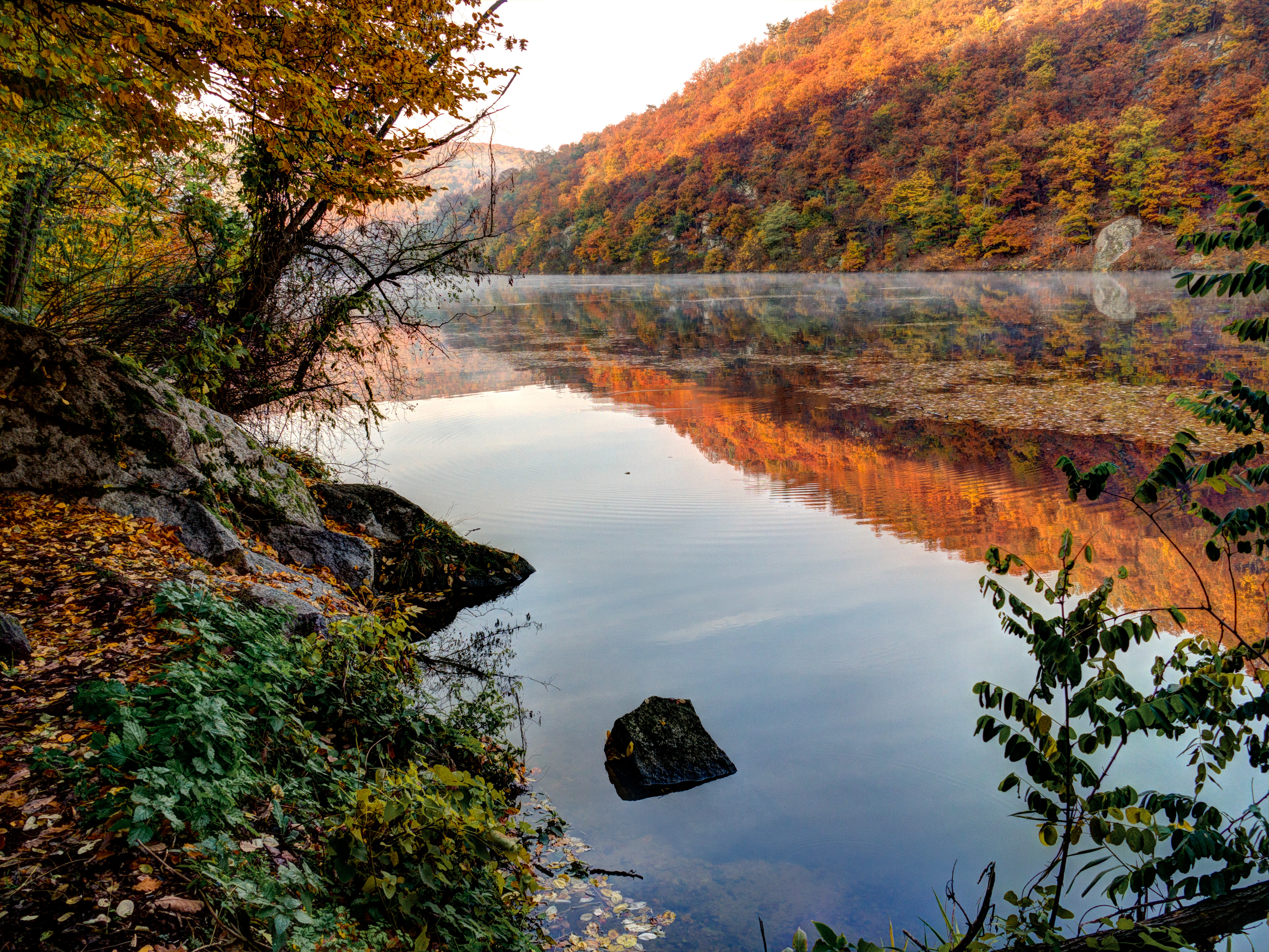

### Ausztriában (Thayaa)
- Waidhofen an der Thaya
- Raabs an der Thaya
- Drosendorf-Zissersdorf
- Hardegg
- Laa an der Thaya

## Csehországban (Dyje)
- Vranov nad Dyjí
- Znojmo
- Lednice
- Břeclav

## Külső hivatkozások
- March-Thaya-Auen